# Mnesarchaea fusca
Mnesarchaea fusca is een vlinder uit de familie van de Mnesarchaeidae. De wetenschappelijke naam van de soort is voor het eerst geldig gepubliceerd in 1922 door Philpott.